# 세르게이 바갑시

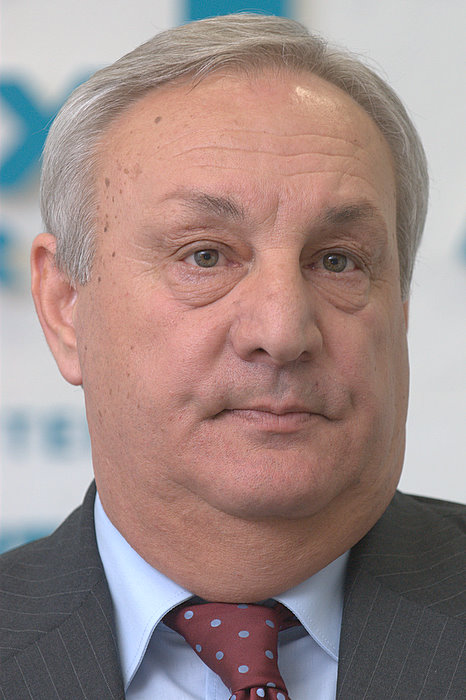
세르게이 바갑시

세르게이 와실리파 바갑시(압하스어: Сергеи Уасыл-иҧа Багаҧшь, 러시아어: Сергей Васильевич Багапш 세르게이 바실리예비치 바갑시[*], 1949년 3월 4일, 수후미 ~ 2011년 5월 29일, 모스크바)는 압하스 공화국의 제2대 대통령이다.

## 생애
1949년 수후미에서 태어나 수후미의 조지아 아열대농업 주립대학교를 졸업했다. 1970년대에는 조지아 공산당에서 활동하기도 했으며 모스크바의 압하지야 정부 대표자로도 활동했다.
1997년 4월 29일부터 1999년까지 총리로 지내다가 국영회사의 사장을 거쳐 2005년 대통령으로 당선되었으며 2009년 재선에도 성공했다.
2011년 5월 29일 모스크바의 한 병원에서 폐(肺) 수술을 받다가, 병세가 악화되어 사망했다.